# Jura kanton
Jura köztársaság és kanton vagy Jura kanton (franciául République et Canton du Jura) Svájc egyik kantonja. Az ország 26 kantonja közül az 1979-ben alapított Jura a legfiatalabb. Svájc északnyugati részén helyezkedik el, székhelye Delémont. Hivatalos nyelve a francia. Lakosainak száma 2012-ben 70 942 volt.

## Története

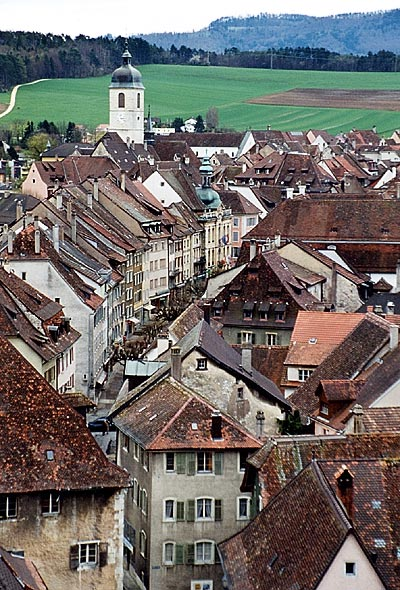
Porrentruy óvárosa

A mai kanton területének legnagyobb részét Burgundia királya 999-ben a bázeli püspöknek adományozta. A püspökség több mint 800 éven át önálló fejedelemség volt a Német-római Birodalom keretein belül. 
A kanton nagyrészt egybeesik a bázeli hercegpüspökség egykori birodalmi részeivel, és úgy látja, hogy államisága erősen a Raurák Köztársaságban gyökerezik. 
A vesztfáliai béke után a Jura a szomszédos Svájci Konföderációval ápolt szoros kapcsolatokat. A napóleoni háborúk utáni bécsi béke (1815) értelmében a régiót Bern kantonhoz csatolták, ami nagy felzúdulást okozott a francia nyelvű és katolikus vallású lakosok körében, mert a berniek többnyire németül beszélő protestánsok voltak.

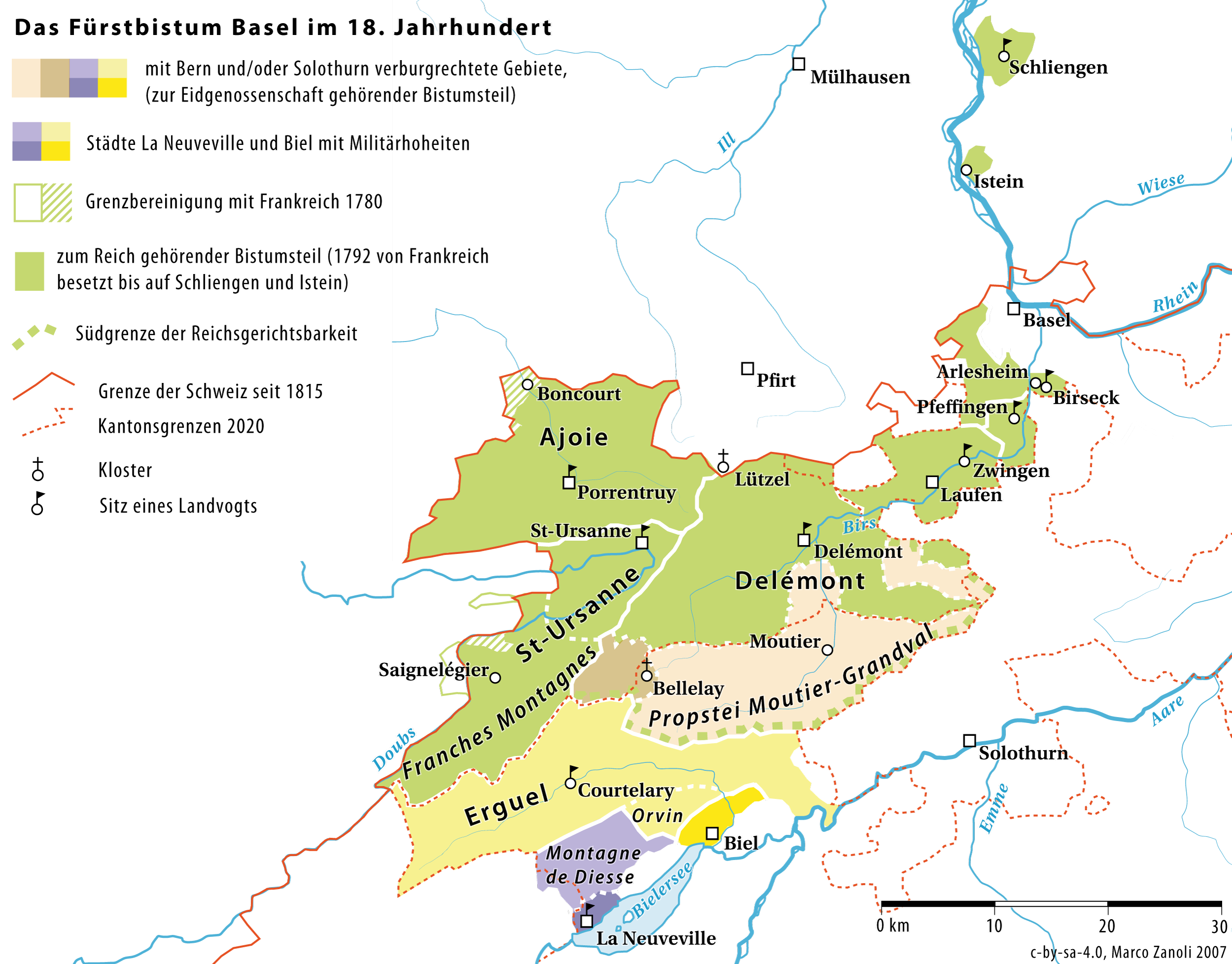
A Bázeli Hercegpüspökség a 18. században

A második világháború után mozgalom indult a Berntől való elszakadásra. Hosszú, sokszor erőszakos küzdelem (mely során a Les Béliers ifjúsági szervezet gyújtogatott is) után 1977-ben fogadták el a Jura alkotmányát. 1978-ban országos népszavazást tartottak, a következő évben pedig Jura kanton teljes jogú tagként csatlakozott a Svájci Államszövetséghez. Függetlenségét minden évben június 23-án ünnepli. A régió franciául beszélő, de protestáns vallású lakossága azonban az elszakadás ellen szavazott és a Berni kanton része maradt (ún. Berni Jura). A döntést az is befolyásolhatta, hogy Bern gazdaságilag jobb helyzetben van és itt található az államszövetség központja is. 1994 óta azonban újra felmerült a régió egyesítése, 2004-ben egy szövetségi bizottság is javasolta Berni Jurának a kantonhoz való csatolását.
A független kanton a Jura köztársaság és kanton nevet vette fel. A köztársaság szó szerepel még Ticino, Genf és Neuchâtel nevében is.

## Földrajza
Jura kanton Svájc északnyugati részén, a francia határnál fekszik. Északon és nyugaton Franciaország Doubs megyéjével, keleten Basel-Landschaft és Solothurn, délen pedig Bern kantonokkal határos. Területének déli része a Jura-hegységre, az északi pedig a dombos, mészkőből álló Jura-fennsíkra esik. Nagyobb folyói a Doubs (a Saône mellékfolyója) és a Birs (a Rajna mellékfolyója).

## Közigazgatás
A kantont 3 kerületre és 64 községre (önkormányzatra) osztják. Kerületei:
|  | - Delémont (frainc-comtou dialektusban D'lémont, németül Delsberg) - székhelye Delémont - Porrentruy (frainc-comtou dialektusban Poérreintru, németül Pruntrut) - székhelye Porrentruy - Franches-Montagnes (frainc-comtou dialektusban Fraintches-Montaignes, németül Freiberge) - székhelye Saignelégier |

## Népessége
A kanton lakossága 2012-ben 70 942 volt, akik szinte valamennyien francia anyanyelvűek, csak egyetlen községben, Ederswilerben beszélnek németül. 57%-uk római katolikusnak, 8,3%-uk evangélikusnak, 9,8-uk pedig felekezet nélkülinek vallotta magát. 2007-ben 8 195 külföldi, a teljes lakosság 11,8%-a élt a kanton területén.
| Korábbi népességi adatok | Korábbi népességi adatok | Korábbi népességi adatok | Korábbi népességi adatok | Korábbi népességi adatok | Korábbi népességi adatok | Korábbi népességi adatok | Korábbi népességi adatok | Korábbi népességi adatok | Korábbi népességi adatok | Korábbi népességi adatok | Korábbi népességi adatok |
| Év                       | Teljes népesség          | Francia nyelvű           | Német nyelvű             | Evangélikus              | Katolikus                | Egyéb                    | Zsidó                    | Muzulmán                 | Nincs vallása            | Svájci                   | Külföldi                 |
| ------------------------ | ------------------------ | ------------------------ | ------------------------ | ------------------------ | ------------------------ | ------------------------ | ------------------------ | ------------------------ | ------------------------ | ------------------------ | ------------------------ |
| 1850                     | 44,921                   |                          |                          | 1,010                    | 43,810                   |                          | 101                      |                          |                          | 42,217                   | 2,704                    |
| 1880                     | 52,116                   | 46,257                   | 5,898                    | 3,708                    | 48,095                   | 14                       | 235                      |                          |                          | 47,873                   | 4,503                    |
| 1900                     | 57,575                   | 49,098                   | 7,272                    | 7,063                    | 50,289                   | 15                       | 195                      |                          |                          | 51,784                   | 5,791                    |
| 1950                     | 59,554                   | 50,517                   | 8,105                    | 10,453                   | 48,578                   | 49                       | 82                       |                          |                          | 56,804                   | 2,750                    |
| 1970                     | 67,325                   | 55,285                   | 5,723                    | 10,284                   | 56,476                   | 1,787                    | 62                       |                          |                          | 59,000                   | 8,325                    |
| 2000                     | 68,224                   | 61,376                   | 3,001                    | 8,513                    | 51,092                   | 2,610                    | 22                       | 1,310                    | 4,250                    | 59,500                   | 8,724                    |

## Gazdaság
A mezőgazdaság még mindig jelentős a Jura kantonban, aminek fontos ágazata a szarvasmarhatenyésztés, de lótartás is jelentékeny: Franches-Montagnes az utolsó svájci lóverseny színhelye. Az ipart főleg az óra-, textil- és dohányáru-gyártás jellemzi. 2001-ben 3578-an dolgoztak a mezőgazdaságban és nyersanyagkitermelésben, 14 109-en az iparban és 16 513-an szolgáltatói munkakörben.
2001-ben a svájci népesség 0,9%-át kitevő kanton a GDP 0,7%-át termelte meg. 2005-ben a Jura kanton lakosai a nemzeti jövedelemből 38 070 frank/fővel részesedtek, miközben a nemzeti átlag 54 031 frank volt, vagyis mindössze 70%-ot értek el. 2003 és 2005 között az átlagjövedelem 6,4%-kal nőtt, szemben a svájci átlag 5,3%-kal. A kantonbeli adók 2006-ban 26%-kal voltak magasabbak az országos átlagnál és a magas jövedelműek esetében itt voltak a legmagasabbak az adóterhek az egész országban.

## Fordítás
- Ez a szócikk részben vagy egészben  a   Canton of Jura című angol Wikipédia-szócikk ezen változatának fordításán alapul.  Az eredeti cikk szerkesztőit annak laptörténete sorolja fel. Ez a jelzés csupán a megfogalmazás eredetét és a szerzői jogokat jelzi, nem szolgál a cikkben szereplő információk forrásmegjelöléseként.